# La Pinya
La Piña (en catalán y oficialmente La Pinya) es una entidad de población española del municipio de Vall de Bas, perteneciente a la provincia de Gerona, en la comunidad autónoma de Cataluña.

## Toponimia
El lugar puede aparecer referido con las grafías «La Pinya», «La Piña», «La Pinyá» y «La Piñá».

## Historia
Hacia mediados del siglo XIX, el lugar, por entonces cabecera del municipio del mismo nombre, tenía contabilizada una población de 176 habitantes. Aparece descrito en el decimotercer volumen del Diccionario geográfico-estadístico-histórico de España y sus posesiones de Ultramar de Pascual Madoz con las siguientes palabras:

PIÑÁ ó PINYÁ: l. cab. de ayunt. que forma con los Valps, en la prov. y dióc. de Gerona (9 horas), part. jud. de Olot (1/2), aud. terr., c. g. de Barcelona (20). sit. parte en llano, y parte en terreno montuoso, con buena ventilacion, y clima templado y saludable; las enfermedades comune son catarros y fiebres intermitentes. Tiene 30 casas diseminadas, y una igl. parr. (Sta. Maria) de la que es aneja la de San Juan de Busols, servida por un cura de ingreso de provision real y ordinaria. El term. confina N. Ridaura; E. y S. Olot, y O. las Presas. El terreno es de inferior calidad; entre los montes que rodean el llano, se ve uno muy elevado que nombran la Rauta, antes cubierto de robles y encinas, y ahora de arbustos, y una parte reducida á cultivo; le fertiliza la sierra Ridaura, y le cruza un camino de herradura. El correo se recibe de Olot, por diligencia de los interesados. prod.: trigo mezcladizo, maiz, legumbres y escelentes tajos, muy apreciados por su dulzura; cria ganado lanar: pobl. y riqueza unida la de los Valps, 34 vec., 176 alm. cap. prod.: 2.906,800. mp.: 72,670.
(Madoz, 1849, p. 43)

El municipio de La Piña desapareció en 1968 y con su término y otros se formó el de Vall de Bas. En 2023, la entidad colectiva de población tenía empadronados 154 habitantes; la entidad singular de población, 154, y el núcleo de población, veintisiete.

## Demografía
| Gráfica de evolución demográfica de La Piña entre 1842 y 1960 |
| |
| Población de derecho según los censos de población del INE Población de hecho según los censos de población del INEEntre el censo de 1970 y el anterior, este municipio desaparece porque se agrupa en el municipio Vall de Bas |